# Правда (Силистренская область)
Правда (болг. Правда) — село в Болгарии. Находится в Силистренской области, входит в общину Дулово. Население составляет 1 760 человек.

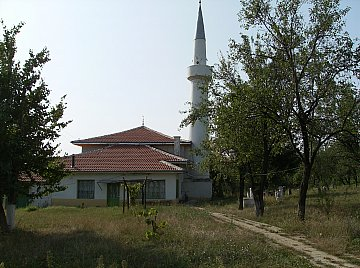

## Политическая ситуация
В местном кметстве Правда, в состав которого входит Правда, должность кмета (старосты) исполняет Неждет Басри Али (Движение за права и свободы (ДПС)) по результатам выборов правления кметства.
Кмет (мэр) общины Дулово — Митхат Мехмед Табаков (Движение за права и свободы (ДПС)) по результатам выборов в правление общины.